# 钱兴烈士故居
钱兴烈士故居，位于中国广东省肇庆市怀集县诗洞镇安华村，为怀集县的一个县级文物保护单位，类型为古建筑，公布时间为2004年。
钱兴烈士故居的历史年代为清代。